# Mari ibne Solimão
Mari ibn Sulayman (m. 1140, Iraque) foi um historiador da Igreja do Oriente durante o califado dos abássidas. Sulayman é o autor do Livro da Torre, uma suma teológica abrangente datada de cerca de 1140 composta em sete capítulos que descreve e defende a teologia, liturgia e tradições religiosas da Igreja do Oriente, além de contar com uma seção histórica dos patriarcas da Igreja, que, acima de tudo, enaltece as relações entre os califas de Bagdá e os líderes da Igreja Oriental.